# Locros (fils de Zeus)
Pour les articles homonymes, voir Locros.
Dans la mythologie grecque, Locros (en grec ancien Λοκρός / Lokrós) est un héros, fils de Zeus et de Méra (de). Il construit, avec Amphion et Zéthos, les murailles de Thèbes.

## Étymologie
En grec ancien, Locros se nomme Λοκρός / Lokrós. Il s'agit du nom que porte les Locriens, d'après leur héros éponyme, Locros, roi des Lélèges.
D'après une glose d'Hésychios, λοκός / lokós ou λοκρός / lokrós signifierait « chauve », en lien avec φαλακρός / phalakrós.

## Mythe
Le personnage de Locros apparait dans des fragments de Phérécyde d'Athènes, conservés par des scholies à l'Odyssée d'Homère, et chez Eustathe de Thessalonique, qui commente le même texte,.
Locros est le fils de Zeus et de Méra (de). Celle-ci est la fille de Proétos (de), le roi d'Argos, et d'Antéia. Elle est une chasseresse d'Artémis, séduite par Zeus qui la « trompe » à l'aide d'un subterfuge. La déesse tue Méra d'une flèche lorsqu'elle découvre la relation.
Locros, avec Amphion et Zéthos, participe à la construction des murailles de Thèbes.

#### Dictionnaires et encyclopédies
- Pierre Grimal (préf. Charles Picard), Dictionnaire de la mythologie grecque et romaine, Paris, Presses universitaires de France, 1994, 12e éd. (1re éd. 1951), 574 p. (ISBN 2-13-044446-6), « Locros 1 », p. 264.
- (de) William Abbott Oldfather, « Lokros 2 », dans Realencyclopädie der classischen Altertumswissenschaft, vol. XIII-2, Stuttgart, Metzler, 1927 (lire sur Wikisource), col. 1365-1366.
- (de) Ludwig Weniger, « Lokros 1 », dans Wilhelm Heinrich Roscher, Ausführliches Lexikon der griechischen und römischen Mythologie, vol. II-2, Leipzig, Teubner-Verlag, 1897 (lire sur Wikisource), col. 2139.
- (en) Retto Zingg, « Locrus 2 », sur Brill's New Pauly Online, 2005 (consulté le 12 mai 2025).

#### Ouvrages
- Timothy Gantz, Mythes de la Grèce archaïque, Belin, 2004 [détail de l’édition], p. 1288.